# Ponor
Ponor (in ungherese Nagyponor, in tedesco Großponer) è un comune della Romania di 538 abitanti, ubicato nel distretto di Alba, nella regione storica della Transilvania.
Il territorio municipale è ubicato in una vallata, infatti lo stesso termine rumeno ponor corrisponde all'italiano Dolina carsica.
Il comune è formato da un insieme di 6 villaggi: După Deal, Geogel, Măcărești, Ponor, Vale în Jos, Valea Bucurului.